# メガモデム
メガモデムは、1990年11月3日に発売されたメガドライブ用の通信モデム。電話回線を利用してゲーム配信などのサービスを受けることができる。また、メガアンサーを使えばホームバンキングシステムの通信機能も使用できる。開発はサン電子。価格は9,800円/12,800円（ゲーム図書館同梱版）。

## ハードウェア
- 型番: HAA-2951
- 通信速度: 1200bps
- スピーカ・マイク: 内蔵（半二重対応）。使用ソフトによってはモデム内蔵のマイク・スピーカを通じて通話可能。

## 対応ソフト
- ゲーム図書館（セガ）
800円/月の定額料金（半年分の一括払い、通信費別）でニュース情報を閲覧したり、オリジナルのゲームソフトをダウンロードして遊べた。ゲームのダウンロード中は配信予告などのお知らせを表示。配信されたオリジナルソフトの一部は、後にメガCD用ソフトとして発売された『ゲームのかんづめ VOL.1』『- VOL.2』に収録され、ドリームキャストの「ドリームライブラリ」やPC向けの「セガゲーム本舗」などでも配信が行われた。代表的な配信作品は『ファンタシースターII テキストアドベンチャー』シリーズ、アーケードゲームからの移植タイトルは『フリッキー』『テディーボーイ・ブルース』『イカスぜ!恋のどきどきペンギンランドMD』があった。友人を会員として紹介すると『ソニック・ザ・ヘッジホッグ』のソフトがプレゼントされるキャンペーンを行っていた。
約2年のサービスの後、「今のシステムではユーザーの望むゲームが届けられない」という理由で休館（サービス終了）が発表された。それに伴い、1992年9月より全サービスが無料開放され、1993年2月末をもって休館。休館時点での会員には『ソニック・ザ・ヘッジホッグ2』のソフトを「会員様謝恩プレゼント」として進呈した。休館の発表寸前である1992年夏にシステムを購入したユーザーに対しては買い取りも行うとした。休館発表時点での会員数は約3500人[1]。
カートリッジに搭載されているのは通信ソフト・文字フォントが収められているマスクROMと、モデムの設定を保存するEEPROMのみでバッファRAMは搭載されていない。ダウンロードしたデータは全てメガドライブ本体のワークRAMとVRAMに保存される（これによりコンテンツのデータサイズは最大で48KB程度に制限される）。32KB程度のソフトをダウンロードするのに5分程度を要した。
- TEL・TELまあじゃん（サンソフト）
通信対戦可能な麻雀ゲーム。1人でも遊べるCPU対戦モードも搭載。
- TEL・TELスタジアム（サンソフト）
野球ゲーム。相手とはいわゆる「監督モード」で対戦する。1人用としてペナントモードを搭載。
- 日刊スポーツプロ野球VAN
プロ野球の試合状況（ヒット、アウトや1球毎のカウント等）をリアルタイムで配信する。リアルタイム配信の他に、終了した試合のデータを一度でダウンロードし、コントローラの操作によって任意のプレイを見る事も可能。情報提供は日刊スポーツ。ダイヤルQ2による接続で通話料の他に10円/10秒の情報料が発生した。1992年5月にゲーム図書館のサービスがサテライトホストの障害によって長時間利用不能となった際、当時の会員にお詫びの品として本ソフトが配布された。

- サイバーボール（セガ）
- アドバンスド大戦略（セガ）
- 紫禁城（サンソフト）
- サンサン～囲碁通信対局ネットワーク～[2]（サンサン）
- GO-NET[2]（アイシステム）